# Whychus Creek

## Parcours
Whychus Creek prend sa source vers 2 300 m d'altitude à la base du glacier Bend sur le Broken Top dans la chaîne des Cascades. Il coule principalement dans la réserve intégrale Three Sisters, il plonge de 61 m en franchissant les Upper Chush Falls (en) avant de recevoir les eaux du Park Creek sur la rive gauche. Il franchit ensuite les Chsh Falls en perdant encore 15 m. Il reçoit ensuite trois affluents : South et North Fork et Snow Creek.
Il tourne vers le nord-est en croisant le Whychus Creek Canal qui en détourne l'eau vers le McKenzie Canyon Reservoir afin d'irriguer la région. Il passe au sud-est de la ville de Sisters et sous la U.S. Route 20 et la Oregon Route 126 (en).
Continuant vers le nord-est, il passe dans le comté de Jefferson à travers la Crooked River National Grassland. Il se jette dans la rivière Deschutes près de la ville de Redmond (Oregon) à 198 km en amont du Columbia.

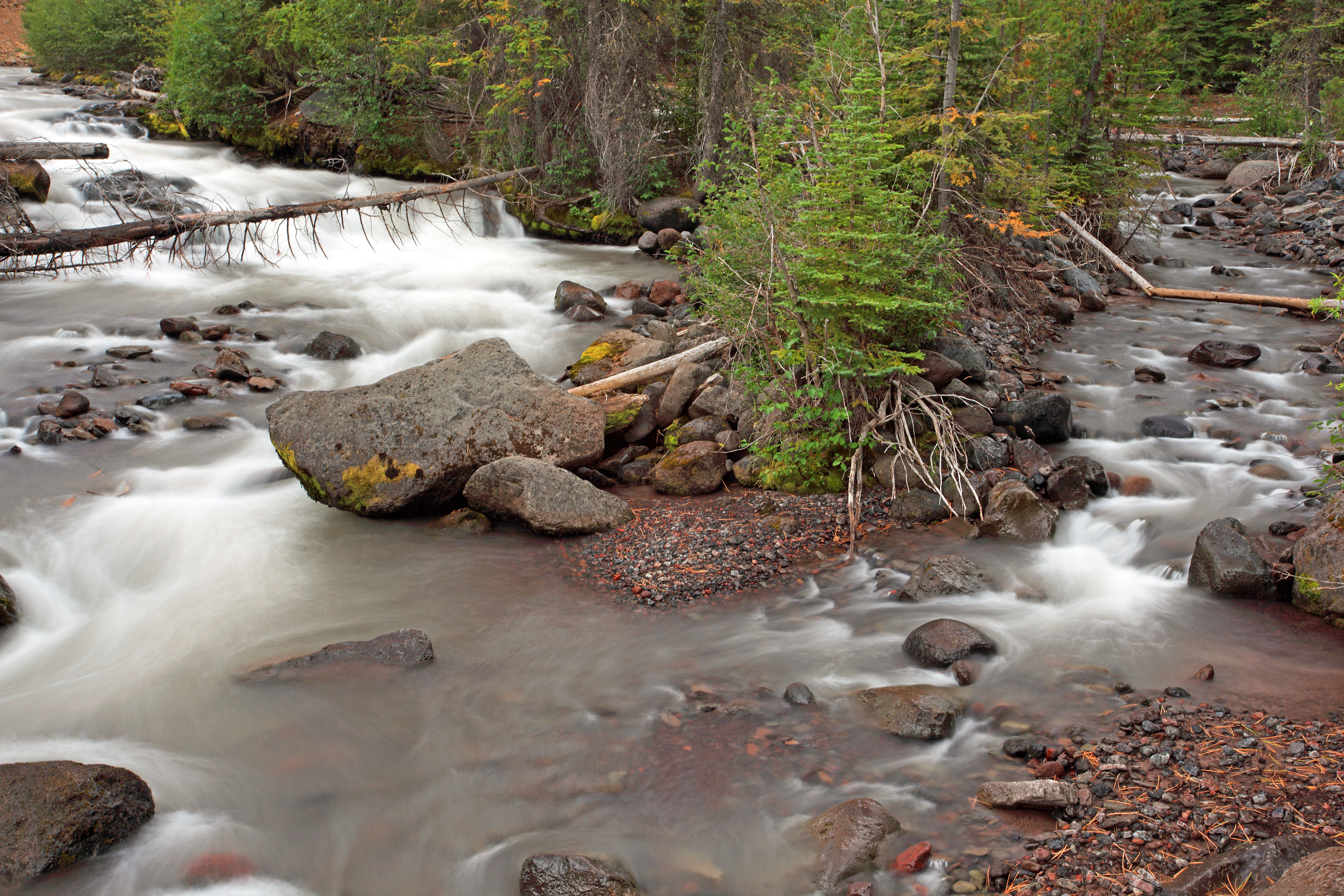

## Source
- (en) Cet article est partiellement ou en totalité issu de l’article de Wikipédia en anglais intitulé « Whychus Creek » (voir la liste des auteurs).